# Figulus myrmecodianus
Figulus myrmecodianus là một loài bọ cánh cứng trong họ Lucanidae. Loài này được Cammaerts & Bomans mô tả khoa học năm 1997.